# Mugilogobius littoralis
Mugilogobius littoralis är en fiskart som beskrevs av Helen K. Larson 2001. Mugilogobius littoralis ingår i släktet Mugilogobius och familjen smörbultsfiskar. Inga underarter finns listade i Catalogue of Life.